# 马达加斯加总理
马达加斯加总理職務在1928年的伊默里纳王国創設。

## 马达加斯加总理
| 总理                                     |                |                |
| 姓名                                     | 在任           | 离任           |
| 安德里亚米哈亚                           | 1828年         | 1833年         |
| 赖尼哈罗                                 | 1833年         | 1852年2月10日  |
| 賴尼沃尼納希特里尼奧尼                   | 1852年2月10日  | 1864年7月14日  |
| 赖尼莱亚里沃尼                           | 1864年7月14日  | 1895年10月14日 |
| 赖尼特辛巴扎菲                           | 1895年10月15日 | 1896年9月      |
| 拉桑吉                                   | 1896年9月      | 1897年2月      |
| 职务撤销 （1897年2月－1957年5月27日）    |                |                |
| 行政委员会副总裁                         |                |                |
| 菲利贝尔·齐拉纳纳                        | 1957年5月27日  | 1958年10月14日 |
| 总理                                     |                |                |
| 菲利贝尔·齐拉纳纳                        | 1958年10月14日 | 1959年5月1日   |
| 职务撤销 （1959年5月1日－1972年5月18日） |                |                |
| 加布里埃尔·拉马南楚阿                    | 1972年5月18日  | 1975年2月5日   |
| 空白 （1975年2月5日－1976年1月11日）     |                |                |
| 若埃尔·拉科托马拉拉                      | 1976年1月11日  | 1976年7月30日  |
| 朱斯坦·拉科托尼艾纳                      | 1976年8月12日  | 1977年8月1日   |
| 德西雷·拉科托阿里乔纳                    | 1977年8月1日   | 1988年2月12日  |
| 维克托·拉马哈特拉                        | 1988年2月12日  | 1991年8月8日   |
| 居伊·拉扎纳马西                          | 1991年8月8日   | 1993年8月9日   |
| 弗朗西斯克·拉武尼                        | 1993年8月9日   | 1995年10月30日 |
| 埃马纽埃尔·拉库图瓦希尼                  | 1995年10月30日 | 1996年5月28日  |
| 诺贝尔·拉齐拉胡纳纳                      | 1996年5月28日  | 1997年2月21日  |
| 帕斯卡尔·拉库图马武                      | 1997年2月21日  | 1998年7月23日  |
| 坦特利·安德里亚纳里武1                   | 1998年7月23日  | 2002年5月31日  |
| 雅克·西拉2                               | 2002年2月26日  | 2007年1月20日  |
| 让-雅克·拉苏隆德赖贝3                    | 2002年5月31日  | 2002年7月5日   |
| 夏爾·拉貝馬南賈拉                        | 2007年1月20日  | 2009年3月17日  |
| 蒙加·羅因蒂佛                            | 2009年3月17日  | 2009年10月10日 |
| 歐仁·曼加拉扎                            | 2009年10月10日 | 2009年12月18日 |
| 塞茜爾·馬努魯漢塔                        | 2009年12月18日 | 2009年12月20日 |
| 阿爾貝·卡米耶·維塔爾                     | 2009年12月20日 | 2011年11月2日  |
| 奧梅爾·貝里齊基                          | 2011年11月2日  | 2014年4月16日  |
| 羅傑·庫盧                                | 2014年4月16日  | 2015年1月17日  |
| 让·拉韦卢纳里武                          | 2015年1月17日  | 2016年4月10日  |
| 奧利維爾·馬哈法利·索隆南卓沙那           | 2016年4月10日  | 2018年6月6日   |
| 克里斯蒂安·恩蔡                          | 2018年6月6日   | 現任           |

## 附註
- ^Note 1:  自2002年5月27日被軟禁。
- ^Note 2:  由總統馬克·拉瓦盧馬納納任命。
- ^Note 3:  臨時；由總統迪迪安·拉齊拉卡任命。